# Sherpa (uitgeverij)
Sherpa is een Nederlandse stripboekenuitgeverij, opgericht door Mat Schifferstein en Peter Kuijpers in 1985.
Sherpa gaf aanvankelijk voornamelijk boeken uit voor een volwassen publiek, literaire beeldverhalen, underground, autobiografien, prentenboeken en cartoons. In de latere fase concentreerde de uitgeverij zich daarnaast ook op hardcover bundelingen van veel klassieke jaren zeventig en tachtig strips uit Frankrijk (Blueberry, Roodbaard).

## Stripreeksen (selectie)
In alfabetische volgorde:
- Alack Sinner
- Alef-Thau
- Arman & Ilva
- Bernard Prince
- Blueberry
- Comanche
- De Incal

- Freddy Lombard
- Jonathan Cartland
- Luc Orient
- Maurits Cornelis van Esk, gevangen in dromen
- Ravian en Laureline
- Roodbaard
- Student Tijloos

## Auteurs (selectie)
In alfabetische volgorde:
- Andreas (Capricornus)
- Baudoin
- Yves Chaland (Freddy Lombard)
- Serge Clerc
- Matthias Giesen
- Lo Hartog van Banda (Arman & Ilva)
- Hermann (Bernard Prince, Comanche)
- Hubinon (Roodbaard)
- Dirk-Jan Hoek
- Alejandro Jodorowsky (De Incal)
- Hein de Kort (De wereld volgens Hein de Kort)

- Yuri Landman
- Marc-Antoine Mathieu (Maurits Cornelis van Esk)
- Lorenzo Mattotti
- Frenk Meeuwsen
- Moebius
- Pinelli
- Marcel Ruijters
- José Munoz & Carlos Sampayo
- Thé Tjong-Khing (Arman en Ilva)
- JeanLouis Tripp
- Peter de Wit (Stampede!)